# Maurice Merleau-Ponty

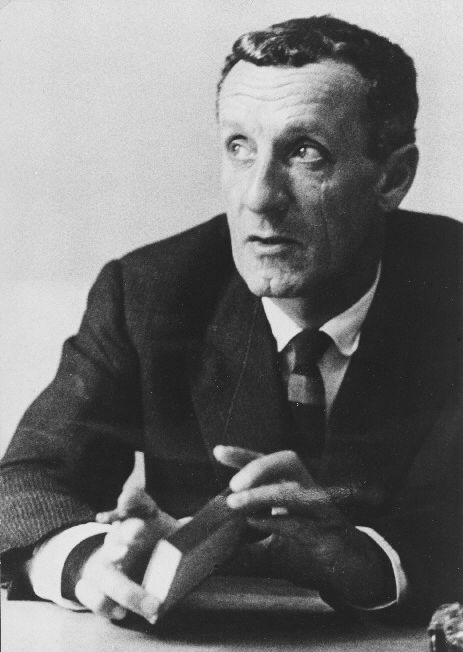
Maurice Merleau-Ponty

Maurice Merleau-Ponty (* 14. März 1908 in Rochefort-sur-Mer; † 3. Mai 1961 in Paris) war ein französischer Philosoph und Phänomenologe.

## Leben
Merleau-Ponty wurde hauptsächlich von seiner Mutter, der er zeit seines Lebens eng verbunden blieb, katholisch erzogen. Die Schule beendete er mit dem baccalauréat. Ab 1926 machte er die Bekanntschaft von Jean-Paul Sartre, Simone de Beauvoir und Jean Hyppolite.
1930 legte er seine Agrégation in Philosophie ab. Beeinflusst haben ihn vor allem die Schriften von Léon Brunschvicg und Henri Bergson. Auch der Schriftsteller, Philosoph und Historiker Émile Bréhier und Jean Laporte prägten ihn. Von 1931 bis 1935 war Merleau-Ponty Lehrer in Beauvais und Chartres. Danach folgte 1935–1939 eine Arbeit als Repetitor an der École normale supérieure. 1935–1937 arbeitete er auch an der Zeitschrift Esprit mit, hörte 1935 Hegel-Vorlesungen bei Alexandre Kojève und begann mit dem Studium von Karl Marx.
Von 1939 bis 1940 arbeitete Merleau-Ponty als Philosophielehrer an verschiedenen Gymnasien in Paris. 1944/1945 war er der Nachfolger Jean-Paul Sartres am Pariser Lycée Condorcet. 1945 wurde er promoviert. Danach schloss sich eine Universitätslaufbahn in Lyon an, wo er als Professor für Philosophie lehrte. Im Jahr 1948 war er Mitbegründer des Comité français d’échanges avec l’Allemagne nouvelle in Paris. Von 1949 bis 1952 arbeitete er als Professor für Kinderpsychologie und Pädagogik an der Sorbonne. 1952 wurde Merleau-Ponty Professor für Philosophie am berühmten Collège de France. 1955 brach er mit Sartre und Beauvoir. 1959 widmete er sich verstärkt der Arbeit an Das Sichtbare und das Unsichtbare, welches er nicht mehr abschließen konnte, da er am 3. Mai 1961 starb. Er liegt auf dem Cimetière du Père-Lachaise in Paris begraben, zusammen mit seiner Mutter und seiner 2010 verstorbenen Frau Suzanne.

Grab auf dem Cimetière du Père-Lachaise in Paris

## Werk

### Überblick
Merleau-Ponty ist neben Paul Ricœur, Simone de Beauvoir, Jean-Paul Sartre, Gabriel Marcel, Emmanuel Levinas und Aron Gurwitsch einer der wichtigsten Vertreter der französischen Phänomenologie.
Aufgrund seiner engen Bindung zu Jean-Paul Sartre und Simone de Beauvoir wird er oft für einen Existenzialisten gehalten; obwohl der Existentialismus in das Werk Merleau-Pontys einfließt, kann er wegen seiner (eher vorsichtigen) Ablehnung einer Bestimmung der Existenz als absolut oder isoliert dennoch nicht dieser philosophischen Richtung zugeordnet werden. Trotz aller Unterschiede zwischen den philosophischen Entwürfen sind viele einzelne seiner phänomenologischen Analysen mit denen z. B. Jean-Paul Sartres deckungsgleich.
Merleau-Pontys Philosophie lässt die Phänomenologie in einen intensiven Dialog mit den Denkstilen des Strukturalismus, der Gestalttheorie, Psychologie und verschiedenen philosophischen Denktraditionen eintreten. Der Schwerpunkt seiner äußerst vielfältigen und weit ausspannenden denkerischen Arbeiten ist dabei die Rolle des Leibes, als den der Mensch sich selbst und die Welt erfährt.

### Grundgedanken
Nach intensiver Auseinandersetzung mit Husserl und dessen Assistenten und Schüler Heidegger bietet Merleau-Ponty einen „Dritten Weg“ zur Erhellung des fundamentalen Zusammenhangs von Dasein und Welt an, indem er die grundlegende Verfasstheit des Subjekts nicht wie Husserl in der Intentionalität seines Bewusstseins sieht, und auch nicht in seinem Sein als Dasein im Sinne Heideggers, sondern in seiner Leiblichkeit, die er in einem oszillierenden Gespräch zwischen Empirismus und Intellektualismus herausarbeitet. Die aus ihr zu verstehende ursprüngliche Welterfahrung setzt er gegen das weltliche Sein des Daseins bei Heidegger und gegen die Konstitution der Welt bei Husserl, die er als eine nachträgliche Rekonstruktion ansieht und als von einer phänomenologischen Deskription weit entfernt einschätzt. Insbesondere an dieser Stelle zeigt sich die positive kritische Erweiterung der Phänomenologie durch Merleau-Ponty. Eine der wichtigsten Konsequenzen, die er aus der Beschäftigung mit Husserls Phänomenologie zieht, ist die Unmöglichkeit der vollständigen Reduktion. Wichtige Begriffe der Philosophie Merleau-Pontys und für deren Verständnis konstitutiv sind
- Ambiguität
- Leib (le corps propre)
- Intentionalität,

die von dem Philosophen in der spezifischen Bedeutung der Phänomenologie Husserls gebraucht werden. Insbesondere die Ambiguität erweist sich als problematischer Begriff, innerhalb dessen Merleau-Ponty in seinem späteren Denken noch einmal eine gute und eine schlechte Ambiguität unterscheidet. Merleau-Ponty greift den von Husserl geprägten Begriff der „fungierenden Intentionalität“ auf, die sich hinter der bewussten Ausrichtung auf Gegenstände vollzieht. Sie bleibt der Selbstreflexion des Ich lange verborgen, da sie Bedingung der Möglichkeit von Selbstreflexion ist. Demnach ist die fungierende Intentionalität eine fundamentale, der Natur des Menschen immanente Voraussetzung auch für die Intentionalität des Bewusstseins.

#### Ambiguität
Der Leib der Welt ist ein Ausdruck, den Merleau-Ponty für den Zwischenbereich zwischen Subjekt und Objekt prägte. Diesen Leib fasste er thematisch mit dem Begriff „Ambiguität“ (Doppeldeutigkeit).
„Der Mensch steht der Welt nicht gegenüber, sondern ist Teil des Lebens, in dem die Strukturen, der Sinn, das Sichtbarwerden aller Dinge gründen.“ (Das Sichtbare und das Unsichtbare)
Ein wesentliches Beispiel für diese Ambiguität ist das der sich selbst berührenden Hände. In diesem Phänomen taucht die ambigue Erfahrung auf. Da wir für uns weder reines Bewusstsein sind – denn dann würden wir uns gänzlich in unserer Fülle wahrnehmen – noch reines Ding – denn dann würden wir gänzlich in dem aufgehen, was wir sind (siehe hierzu auch Sartre) –, ist unser Sein oszillierend beides, wie die Erfahrung des „Berührens des Berührten“ zeigt. Wie ein Vexierbild sind wir in einem Zwischenreich der Bedeutung zu suchen, in dem nicht die einseitige Auflösung steht, sondern das Aushalten des Offenen. Zwar umfassen wir unsere eigene Hand, erfassen sie aber nicht zur Gänze. Der Leib ist deshalb nach Merleau-Ponty ambig, weil er weder ein reines Ding noch reines Bewusstsein ist.
Das Sein zeigt sich nicht in seiner Fülle, es entzieht sich völliger Transparenz (siehe „Abschattung“ bei Husserl). Die Grenzen der Wahrnehmung werden verdeutlicht an der Korrespondenz zwischen Sichtbarem und Unsichtbarem. Das Unsichtbare ist nicht ein Noch-nicht-gesehen-Sein, sondern eine grundsätzliche Verborgenheit (siehe auch Heidegger und dessen Begriff der „aletheia“), die im Sehen selbst gegründet ist (Perspektivität). Ein Gegenstand ist auf einem nicht thematisierten Hintergrund gegeben. Ein in allen Perspektiven zugleich gesehener Gegenstand ist undenkbar bzw. auch nicht vorstellbar.

#### Leib
Leib ist für Merleau-Ponty die vermittelnde Instanz zwischen Geist und Körper. Da er, wie oben angesprochen, sich zwischen den beiden Positionen Empirismus und Intellektualismus bewegt, ist Leib der Begriff für den Ort der Fundierung des Menschen in der Welt. Methodisch geht Merleau-Ponty so vor, dass er am Beispiel der Überlegungen fertiger Theorien des Empirismus und Intellektualismus deren Konsequenzen und Implikationen aufzeigt, damit er an deren Aussagegrenzen stößt und ihr Unbedachtes thematisiert. In diesem Zusammenhang bringt er eine Fülle an Beispielen aus der Psychopathologie, insbesondere Beschreibungen der beiden Gestaltpsychologen Adhémar Gelb und Kurt Goldstein. Indem er diese Fälle verwendet, um die Erklärungsmodelle der Psychologie, aber auch Philosophie nachzuzeichnen, zeigt er deren Begrenzung als Erklärung auf. Über diese Beschreibungen und Analysen gelangt Merleau-Ponty zu seinem Begriff des Leibes als Vermittler zwischen diesen beiden Positionen: der Leib verweist auf eine „Dritte Dimension“ jenseits von Empirismus und Intellektualismus. So kommt er beispielsweise zu dem Schluss, dass Räumlichkeit nicht als Extrakt einer intellektuellen Leistung zu verstehen ist, sondern:
„Endlich ist mein Leib für mich so wenig nur ein Fragment des Raumes, dass überhaupt kein Raum für mich wäre, hätte ich keinen Leib“ (PhW 127).
Damit stellt Merleau-Ponty die Alltagsüberzeugung auf den Kopf, die den eigenen Leib als Teil des Raumes wahrnimmt. Dem stellt er jedoch entgegen, dass, wenn dem so wäre, wir einen abstrakten, kognitiven Zugang zur Welt haben müssten – dem widersprechen aber die phänomenologischen Analysen. Im Gegenteil: der Raum, der uns umgibt, scheint vielmehr Folge unserer ursprünglichen leiblichen Verankerung in der Welt zu sein. Weil wir Leib sind, haben wir Raum. Damit ist z. B. die Geometrie „nur“ eine Folge einer „Einschränkung“ unser lebensweltlichen Raumbeziehung.

#### Intentionalität
Husserls Intentionalitäts-Begriff ist konstitutiv für das Denken Merleau-Pontys. Intentionalität hat bei Husserl folgende Merkmale, wovon aber nur einige von Merleau-Ponty übernommen werden:
- Das Gerichtetsein auf ein Ding, einen Sachverhalt usw.
- Intentionalität wird unterteilt in das, worauf sich das Bewusstsein richtet (noema), und das intendierende Bewusstsein selbst (noesis).

Bis hierher stimmen beide Autoren überein. Die folgenden drei Aspekte betrachtet Merleau-Ponty als problematisch:
- Auf der noesis-Seite kann wiederum zwischen Erlebnisarten unterschieden werden: den intentionalen Bewusstseinszuständen und den bloßen Empfindungsdaten, die nicht selbst intentional sind, sondern als „Träger“ der Bewusstseinszustände fungieren (die allerdings nicht, wie Husserl es manchmal missverständlich formuliert, Sinnesdaten im Sinne eines Empirismus darstellen [Husserl revidiert diesen Begriff in seiner Spätphilosophie wieder]).
- Diese Akte konstituieren den Bewusstseinsstrom, der wiederum, so Husserl,
- auf ein Ich als den Identitätspol des Bewusstseins verweist (genau hier setzt die spätere Kritik Merleau-Pontys an).

Die Überlegungen eines Horizontes und der daraus resultierende Weltbegriff können von Merleau-Ponty so wieder angenommen werden:
- Auf der noema-Seite gibt es einen Gegenstand, der durch einen Sinn und eine Bedeutung intendiert wird.
- Der Gegenstand wird vor dem Hintergrund einer notwendigen Reihe nicht thematisierter Bedeutungsgefüge verstanden, die Husserl „Horizonte“ nennt. Die Synthese sämtlicher Horizonte ist die Welt.

Merleau-Ponty kritisiert den phänomenologischen Intentionalitäts-Begriff Husserls, wo dieser als eine Gerichtetheit auf einen Gegenstand begriffen wird. Stattdessen setzt er eine ursprüngliche Intentionalität voraus, die in einem „körperlichen Sichverhalten“ zu den Phänomenen besteht, die vorprädikativ ist und deren Begriff sich eng an die Konzeption der Lebenswelt bei Husserl anlehnt.

### Hauptwerke
Insbesondere in der Struktur des Verhaltens und der Phänomenologie der Wahrnehmung unternimmt Merleau-Ponty den Versuch, die klassischen Dichotomien von Geist und Leib, Intellektualismus und Objektivismus zu überwinden. In Das Sichtbare und das Unsichtbare, einer posthum veröffentlichten Sammlung von Texten Merleau-Pontys, tritt der wahrnehmende Leib als zentraler Gedanke zurück.
„Die Phänomenologie der Wahrnehmung“
In seinem Hauptwerk „Die Phänomenologie der Wahrnehmung“ liefert Merleau-Ponty eine vollständige phänomenologische Analyse der Welt, mit der er Husserls Forderung „Zu den Sachen selbst“ zu einem Ende bringen möchte. Ausgangspunkt von Merleau-Ponty ist die Beschreibung der Erfahrung vor jeder erkenntnistheoretischen Konstruktion. Welt ist also nach Merleau-Ponty ein Phänomen, das es nicht zu konstruieren, sondern zu beschreiben gilt. Damit einher geht die Annahme, dass objektive Erkenntnis ohne jegliche Vorurteile nicht möglich ist. Es gibt für Merleau-Ponty also keine eigenständigen, einheitlichen Empfindungen, Eindrücke oder Erkenntnisse, die erst nachträglich durch Assoziationen in einen Zusammenhang gestellt würden. Die Erfahrung der Welt, die Wahrnehmung, ergibt sich nämlich nicht aus einer nachträglichen Zusammenstellung zuvor unabhängig voneinander vorhandener Elemente, vielmehr stellt Welt eine allem einzelnen vorangehende ursprüngliche Totalität dar. Auch die wissenschaftliche Analyse einzelner Momente geht also von dieser vorangehenden Totalität aus.
Die Wahrnehmung kann daher weder vom Empirismus noch von einer idealistischen Transzendentalphilosophie erklärt werden, da beide von ihr abstrahieren und vergessen, dass die Wahrnehmung konkret und an einen Sinn gebunden ist, der sich im Verhältnis des eigenen Körpers zur Welt ergibt. Bezeichnend für dieses Verhältnis ist die Struktur Objekt-Horizont: Alle Objekte zeigen sich erst auf einem Hintergrund, vor einem Horizont. Der Horizont jedoch ist, anders als das jeweilige Objekt, transzendent (so wie auch ein richtiger Horizont eben niemals zu erreichen ist). So kann es auch in der Erfahrung der Welt nicht zu einer Betrachtung dieser als gesondertes Objekt kommen, da der Körper sich immer mitten in ihr befindet und durch sein Verhalten mit ihr kommuniziert. Dementsprechend lässt sich die Welt nicht auf gesonderte Eigenschaften beschränken, sondern bildet immer ein Milieu, dessen Bestandteile miteinander verbunden sind, so wie es z. B. nicht die bloße Eigenschaft rot gibt, sondern nur einen roten Teppich oder Himmel.
Dem entspricht die Darstellung der Wahrnehmung als phänomenologisches Feld, in dem das Wahrgenommene aufeinander verweist und angewiesen ist und welches der Haltung und Bewegung des Körpers angemessen und nur von diesem her verständlich ist. So wird etwa Räumlichkeit nie als starr-geometrisch erfahren, sondern ist stets durch die Situation des eigenen Körpers bedingt, und auch die Wahrnehmung der Dinge ist immer von ihrer Bedeutsamkeit, ihrem Sinn, für den eigenen Körper bestimmt, während eine objektive Wahrnehmung nur abstrakt, also reduktionistisch, gedacht werden kann. Diese Sinnhaftigkeit ist aber kein Subjektivismus, denn der Körper ist immer schon in der Welt engagiert, die ihn transzendiert, und der Umgang mit anderen, die nicht bloß Objekte sind, ist eine unausweichliche Dimension der Existenz. Um ihr gerecht zu werden, bedarf es eines neuen Cogito, das nicht mehr ein cartesianisches Subjekt setzt, sondern über die Erfahrung der Zeit als Modus der Wahrnehmung, nicht als objektiver Ablauf, das Ich als in einer Welt situiertes Phänomen begreift, in dem Welt wie Ich aneinander gebunden sind, da sie, ohne dass das eine das andere verursacht, einander durchgehend motivieren.

### Spätphilosophie
Das Sichtbare und das Unsichtbare
In der Spätphilosophie wird der Ansatz radikalisiert. Die Aufmerksamkeit verschiebt sich von der Perspektive der leiblichen Eigenerfahrung hin zu einer ontologischen Reflexion darüber, dass eine sinnhafte Welt nur als sinnlich verkörperte Welt existieren kann. Statt des Leibes tritt das „Fleisch“, von Merleau-Ponty „chair“ genannt, in den Mittelpunkt, wobei hier der Begriff „Fleisch“ für den Versuch steht, „Differenz und Identität in neuer, d. h. nicht subjektzentrierter Art und Weise zu denken“. Auch hier tritt, insbesondere in dem Werk Das Sichtbare und das Unsichtbare, die Motivation Merlau-Pontys zu Tage, „der noch stummen Erfahrung Ausdruck zu verleihen“.
Merleau-Ponty geht dabei von einem Chiasmus (Verflechtung) von Leib und Welt im Fleisch (chair) aus:
„…die gesehene Welt ist nicht 'in' meinem Leib, und mein Leib ist letztlich nicht 'in' der sichtbaren Welt: als Fleisch, das es mit einem Fleisch zu tun hat, umgibt ihn weder die Welt, noch ist sie von ihm umgeben. […] Es gibt ein wechselseitiges Eingelassensein und Verflochtensein des einen ins andere.“ (Merleau-Ponty ²1994, S. 182)
Das „Fleisch“ (chair) ist hier weder mit dem eigenen Leib, noch mit bloßer Materialität zu verwechseln. Es ist vielmehr die Textur aller sinnlicher Erfahrung. Das „Fleisch“ ist damit genau der Punkt, an dem sich Leib und Welt treffen: Der Leib ist immer schon Teil der sichtbaren Welt – zugleich ist die Welt immer schon durch den Leib erfahren.
„Das Fleisch ist nicht Materie, es ist nicht Geist, nicht Substanz. Um es zu bezeichnen bedürfte es des alten Begriffes ‚Element‘ in dem Sinne, wie man ihn früher benutzt hat, um vom Wasser, von der Luft, von der Erde oder vom Feuer zu sprechen.“ (Merleau-Ponty ²1994, S. 183)
Merleau-Ponty bringt in diesem Zusammenhang immer wieder das Beispiel der linken Hand, die die rechte berührt. In dem Moment des Berührens ist das Spüren der Hand ein Innen und Außen zugleich – sie offenbart sich als gleichzeitig der Welt zugehörig (da von außen berührbar und sichtbar) sowie von innen spürbar. Zugleich schlägt dieser Zustand immer im letzten Moment um, es ist unmöglich, zugleich Subjekt und Objekt einer Erfahrung gleichermaßen zu sein. Diesseits der Alternative von körperlichem Ding und erlebtem Leib steht das Fleisch in Merleau-Pontys experimentellem Spätwerk für eine geradezu ontologische Matrix.

### Wirkung und Rezeption
Im Gegensatz zu seinem berühmten Kollegen Jean-Paul Sartre hat Merleau-Ponty nie dessen Breitenwirkung erreicht. Dem steht aber eine anhaltende, wenn auch unauffällige Wirkung innerhalb der Philosophie gegenüber, bei der sich Merleau-Ponty als einer der bedeutendsten Philosophen seiner Zeit erwies. Die philosophischen Arbeiten von Charles Taylor und Bernhard Waldenfels verdanken ihm entscheidende Impulse, und Hubert Dreyfus und John McDowell nehmen seine Überlegungen auf für die Vertiefung der Auseinandersetzung mit einem empiristischen Naturalismus. In letzter Zeit nimmt die Rezeption Merleau-Pontys in Bereichen außerhalb der akademischen Philosophie zu, die sich thematisch mit dem Leib-Seele-Dualismus auseinandersetzen. Insbesondere geschieht dies in Richtungen der Körperpsychotherapie (von manchen Vertretern auch bewusst „Leibespsychotherapie oder Leibtherapie“ genannt) und der Integrativen Therapie und Integrativen Bewegungstherapie von Hilarion Petzold, mit der er sich vom biologistischen Organismusbegriff von Fritz Perls und seiner Gestalttherapie absetzt und Berührungspunkte zum Denken des Philosophen Michel Foucault im Bereich der „Körperdisziplinen“ herstellt. Über diesen Denkzweig ergeben sich Verbindungen zur Feministischen Philosophie.
Merleau-Pontys Philosophie ist außerdem Grundlage für die Wahrnehmungstheorie Alva Noës und Kevin O’Regans und für die Techniktheorie Gilbert Simondons. Sein entre-deux zwischen Selbst und Welt findet Einzug in den Embodimentzweig der Kognitionswissenschaften insbesondere in den Werken von Varela, Thompson und Rosch. Schließlich beeinflussten seine Essays über den Maler Paul Cézanne, „Der Zweifel Cézannes“ (1945) und „Das Auge und der Geist“ (1961), die neuere Kunstgeschichte. Vor allem der ältere der beiden Aufsätze gilt heute als Standardwerk der Cézanne-Forschung. Die Arbeiten Merleau-Pontys wurden von Herbert Plügge, einem Vertreter der Heidelberger Schule der anthropologischen Medizin um Viktor von Weizsäcker und Richard Siebeck aufgegriffen und beeinflussten somit diese Schule.
Hannah Arendt spricht vom „Wert der Oberfläche“ und von einer „Umkehrung der metaphysischen Hierarchie“, indem sie sich auf Merleau-Ponty bezieht. Nur das könne erscheinen, was an der Oberfläche liege. Sie meint damit die Priorität einer philosophischen und wissenschaftlichen Suche nach dem Ding an sich, das nach Kant unerkennbar ist, da es nicht erscheint. Hinter den Erscheinungen, die sich bei der unermüdlichen Wahrheitssuche als „bloßer Schein“ erweisen, stehe immer wieder eine neue Erscheinung. Der Begriff der „Oberflächlichkeit“ werde damit relativiert, dgl. Begriffe wie die des „Ergründens“ und „Begründens“. Sie zitiert Merleau-Ponty: „Es gibt keinen Schein ohne Erscheinung, … jeder Schein ist das Gegenstück einer Erscheinung.“

## Politisches Engagement
Maurice Merleau-Ponty stand lange Zeit im Schatten Jean-Paul Sartres, mit dem ihn zum einen die Intention verband, die Husserlsche Phänomenologie zu konkretisieren, zum anderen der Wille, die politische Situation nach 1945 zu interpretieren und sich politisch zu engagieren. In der Literatur zu Merleau-Ponty blieben dessen politische Schriften jedoch bisher weitgehend ausgeklammert (Humanismus und Terror aus dem Jahr 1947, Sinn und Nicht-Sinn 1948 und Die Abenteuer der Dialektik 1955). Er selber war sich jedoch „der konkreten historischen Situation in hohem Maße bewußt, in der seine existentialistische Philosophie entstanden ist: es ist die des geistigen, politischen und nationalen Zusammenbruchs Frankreichs im Sommer 1940, der nationalsozialistischen Okkupation und des Kollaborationsregimes von Vichy.“
Seine Schrift Humanismus und Terror. Ein Versuch über den Kommunismus war eine Antwort auf Arthur Koestlers Buch Sonnenfinsternis, in dem dieser im Anschluss an die großen stalinistischen Säuberungen und Schauprozesse seine persönliche Abrechnung mit dem Kommunismus veröffentlichte. Merleau-Ponty betrachtete das Problem der kommunistischen Gewalt als politisches Phänomen. Es gehe nicht darum, dass der Kommunismus die vom liberalen Denken aufgestellten Regeln nicht respektiere, denn diese seien nur human im Abstrakten, nicht aber in der Praxis. Der Liberalismus beruhe auf der Ausbeutung von Kolonien und auf zwanzig Kriegen. Seine humanen Ideen seien eine liberale Mystifikation, denn ohne seine Gewalttaten sei der Liberalismus nicht denkbar. Es gehe vielmehr darum, ob die Gewalt, die der Kommunismus ausübe, revolutionär sei und deswegen in der Lage, im realen Leben menschliche Beziehungen zwischen den Menschen herzustellen. Am Beispiel Bucharins und Trotzkis ging er der geschichtlichen Rolle des Terrors im Kommunismus nach und den Möglichkeiten des marxistischen Humanismus, diesen Terror zu überwinden. Die Politik der stalinistischen Sowjetunion habe jedoch aufgehört, revolutionär und fortschrittlich zu sein und übe Terror als Selbstzweck aus. Diese ursprünglich 1946/1947 entstandene Schrift wurde 1966, nach dem Beginn des massiven amerikanischen Engagements im Vietnamkrieg, von der edition suhrkamp wieder aufgelegt, in der viele Texte erschienen, die in der Studentenbewegung der 60er Jahre rezipiert und diskutiert wurden.
Im weiten Feld der Phänomenologie will die Philosophie Merleau-Pontys eine grundsätzliche Neubestimmung des Verhältnisses von Bewusstsein und Natur. Von der Einbeziehung des Phänomens des Leibes in die philosophische Reflexion erwartet Merleau-Ponty die Überwindung der Alternative 'Realismus-Idealismus'. Er versucht, den Dualismus von Körper und Geist zu überwinden, indem er phänomenologisch jenes Ganze beschreibt, als welches sich der Mensch erfährt. Der Leib nimmt in der philosophischen Reflexion Merleau-Pontys eine ausgezeichnete Position ein und ist daher die Grundlage einer Neubestimmung von Existenz und Welt. Allerdings bevorzugt er ein indirektes Verfahren der Annäherung an Phänomene. Dabei hat er es weniger auf praktische Konsequenzen abgesehen als darauf, einem Ethos der Wahrnehmung zu folgen.

## Schriften
| Jahr      | Französischer Originaltitel                                                                                             | Deutscher (engl.) Titel |
| --------- | --- | --- |
| 1942      | La Structure du comportement (Paris: Presses Universitaires de France, 1942)                                            | Die Struktur des Verhaltens. Übers. und mit einem Vorw. versehen von Bernhard Waldenfels. Berlin / New York: de Gruyter 1976. |
| 1945      | Phénoménologie de la perception (Paris: Gallimard, 1945)                                                                | Phänomenologie der Wahrnehmung. Übers. und mit einem Vorw. versehen von Rudolf Boehm. Berlin: de Gruyter 1966/1974 |
| 1933–1946 | Le primat de la perception et ses conséquences philosophiques (Lagrasse: Éditions Verdier, 1996)                        | Das Primat der Wahrnehmung. Hg. und mit einem Nachwort versehen von Lambert Wiesing. Übers. von Jürgen Schröder. Frankfurt am Main: Suhrkamp 2003 (frz. 1933–1946) |
| 1947      | Humanisme et terreur, essai sur le problème communiste (Paris: Gallimard, 1947)                                         | Humanismus und Terror. Übers. von Eva Moldenhauer. Frankfurt am Main: Athenäum 1990 |
| 1948      | Sens et non-sens (Paris: Nagel, 1948, 1966)                                                                             | Sinn und Nicht-Sinn. Übers. von Hans-Dieter Gondek. München: Fink 2000 |
| 1948      | Causeries 1948 (Paris: Seuil, 2002)                                                                                     | Causerien 1948. Radiovorträge. Hg. von Ignaz Knips. Mit einem Vorwort von Bernhard Waldenfels. Übers. von Joan-Catharine Ritte, Ignaz Knips und Emmanuel Alloa. Köln: Salon 2006. |
| 1949–1950 | Conscience et l'acquisition du langage (Paris: Bulletin de psychologie, 236, vol. XVIII, 3-6, Nov. 1964)                | Consciousness and the Acquisition of Language trans. by Hugh J. Silverman (Evanston: Northwestern University Press, 1973). |
| 1949–1952 | Merleau-Ponty à la Sorbonne: résumé de cours, 1949–1952 (Grenoble: Cynara, 1988)                                        | Keime der Vernunft. Vorlesungen an der Sorbonne 1949–1952. Hg. und mit einem Nachwort versehen von Bernhard Waldenfels. Übers. von Antje Kapust. München: Fink 1994. |
| 1951      | Les Relations avec autrui chez l’enfant (Paris: Centre de Documentation Universitaire, 1951, 1975)                      | 'The Child’s Relations with Others' trans. by William Cobb, in The Primacy of Perception ed. by James Edie (Evanston: Northwestern University Press, 1964), 96–155. |
| 1953      | Éloge de la philosophie, Leçon inaugurale faite au Collège de France, Le jeudi 15 janvier 1953 (Paris: Gallimard, 1953) | In Praise of Philosophy trans. by John Wild and James M. Edie, (Evanston: Northwestern University Press, 1963) |
| 1955      | Les Aventures de la dialectique (Paris: Gallimard, 1955)                                                                | Die Abenteuer der Dialektik. Übers. von Alfred Schmidt und Herbert Schmitt. Frankfurt am Main: Suhrkamp 1968 |
| 1958      | Les Sciences de l’homme et la phénoménologie (Paris: Centre de Documentation Universitaire, 1958, 1975)                 | 'Phenomenology and the Sciences of Man' trans. by John Wild in The Primacy of Perception ed. by James Edie (Evanston: Northwestern University Press, 1964), 43-95. |
| 1959–1960 | - ?? | Die Natur. Aufzeichnungen von Vorlesungen am Collège de France 1956–1960. Hg. und mit Anm. versehen von Dominique Séglard. Übers. v. Mira Köller. München: Fink 2000. |
| 1960      | Éloge de la philosophie et autres essais (Paris: Gallimard, 1960)                                                       | - |
| 1960      | Signes (Paris: Gallimard, 1960)                                                                                         | Zeichen. Hg. und mit einer Einleitung versehen von Christian Bermes. Übers. von Barbara Schmitz, Hans Werner Arndt und Bernhard Waldenfels. Hamburg: Meiner 2007 (frz. 1960). |
| 1961      | L’Œil et l’esprit (Paris: Gallimard, 1961)                                                                              | Das Auge und der Geist. Philosophische Essays. Hg. und mit einer Einleitung versehen von Christian Bermes. Hamburg: Meiner 2003 |
| 1964      | Le Visible et l’invisible, suivi de notes de travail Edited by Claude Lefort (Paris: Gallimard, 1964)                   | Das Sichtbare und das Unsichtbare. Hg. und mit einem Nachwort versehen von Claude Lefort. Übers. von Regula Giuliani und Bernhard Waldenfels. München: Fink ²1994 |
| 1968      | Résumés de cours, Collège de France 1952–1960 (Paris: Gallimard, 1968)                                                  | Vorlesungen I. Schrift für die Kandidatur am Collège de France. Lob der Philosophie. Vorlesungszusammenfassungen (Collège de France 1952–1960). Die Humanwissenschaften und die Phänomenologie. Übers. und mit einem Vorwort versehen Alexandre Métraux. Berlin/New York: de Gruyter 1973. |
| 1969      | La Prose du monde (Paris: Gallimard, 1969)                                                                              | Die Prosa der Welt. Hg. von Claude Lefort. Übers. von Regula Giuliani mit einer Einleitung von Bernhard Waldenfels. München: Fink 1993 |